# Mimesis. Dargestellte Wirklichkeit in der abendländischen Literatur
Mimesi: la representació de la realitat a la literatura occidental (alemany: Mimesis: Dargestellte Wirklichkeit in der abendländischen Literatur) és un llibre de crítica literària d'Erich Auerbach i la seva obra més coneguda. Va ser escrit en alemany entre 1942 i 1945, mentre Auerbach feia classes a Istanbul, Turquia, on va fugir després de ser expulsat pels nazis el 1935 de la seva càtedra de Filologia Romànica a la Universitat de Marburg. Va ser publicat per primera vegada a Suïssa el 1946 per l'editorial A. Francke Verlag, i la seva primera traducció a l'anglès va ser publicada per Princeton University Press el 1953. S'ha mantingut en premsa des de llavors, i és una obra de referència per als estudis literaris.
Mimesi, que pren el seu nom del concepte occidental de mimesi desenvolupat des de la primera edat mitjana, és un llibre ordenat en vint seccions, seguint un ordre cronològic. Cada secció analitza d'una a tres obres d'un període concret, sovint començant amb un extens extracte de l'obra, en l'idioma original i en traducció. Gairebé tots els passatges seleccionats són narracions d'algun tipus, amb l'excepció del núm. 12, que cobreix un assaig de Michel de Montaigne. Les formes literàries cobertes inclouen poesia èpica, novel·les, obres de teatre, memòries i correspondència publicada.
El llibre comença amb una comparació entre la manera com es representa el món a l'Odissea d'Homer i la manera com apareix en el relat bíblic del Gènesi sobre el sacrifici d'Isaac, i acaba amb l' anàlisi d'un passatge de Al far de Virginia Woolf (1927).
A partir de les seves anàlisis, Auerbach intenta establir les bases d'una teoria unificada de la representació que abasti tota la història de la literatura occidental, incloent fins i tot els novel·listes de la modernitat que escrivien en el moment en què Auerbach va començar el seu estudi.

## Visió general
Mimesi dóna compte de la manera com la vida quotidiana en la seva gravetat ha estat representada per molts escriptors occidentals, des d'escriptors grecs i romans antics com Petroni i Tàcit; escriptors paleocristians com Agustí; escriptors medievals com Chrétien de Troyes, Dante i Boccaccio; escriptors renaixentistes com Montaigne, Rabelais, Shakespeare i Cervantes; escriptors del segle XVII com Molière i Racine; escriptors de la Il·lustració com Voltaire; escriptors del segle XIX com Stendhal, Balzac, Flaubert i Zola; o escriptors del segle XX com Proust i Woolf.
Malgrat el seu tractament ampli i  les nombroses obres principals incloses al llibre, sembla que Auerbach no creia que era prou complet, i es va disculpar a la publicació original el 1946 explicant que només tenia accés als recursos "insuficients" disponibles a la biblioteca de la Universitat d'Istanbul on treballava. Auerbach no sabia turc i, per tant, no podia utilitzar fonts disponibles localment, i no tenia accés a fonts secundàries no turques.
El mode de crítica literària en què opera Mimesis és sovint referit entre els crítics contemporanis com a historicisme, ja que Auerbach considerava en gran part que la manera com es representava la realitat en la literatura de diversos períodes estava íntimament lligada a les convencions socials i intel·lectuals de l'època en què es trobava. estaven escrites. En això va seguir el filòsof del segle XVIII Giambattista Vico. Auerbach es considerava un perspectivista històric de la tradició alemanya (va esmentar Hegel en aquest sentit), i va interpretar característiques específiques de l'estil, la gramàtica, la sintaxi i la dicció per fer afirmacions molt més àmplies sobre qüestions culturals i històriques. De Mimesi, Auerbach va escriure que el seu "propòsit és sempre escriure història".
Es troba en la mateixa tradició filològica alemanya que Ernst Curtius, Leo Spitzer i Karl Vossler, amb un domini de moltes llengües i èpoques, amb un enfocament inclusiu, incorporant gairebé qualsevol esforç intel·lectual a la disciplina de la crítica literària. Auerbach era un especialista en llengües romàniques, la qual cosa explica el seu biaix, admès explícitament per ell, cap a tractar més textos del francès en comparació amb altres llengües.

### Capítols
| #  | Títol del capítol               | Principals obres tractades                                                                               |
| -- | ------------------------------- | --- |
| 1  | La ferida d'Odisseu             | Odissea d'Homer i Gènesi 22                                                                              |
| 2  | Fortunata                       | Satíricon de Petroni, Annals Llibre 1 de Tàcit i Evangeli segons Marc cap. 14                            |
| 3  | La detenció de Peter Valvomeres | Res Gestae (Ammianus Marcellinus) de Ammià Marcel·lí                                                     |
| 4  | Sicharius i Chramnesindus       | Història dels France de Gregori de Tours                                                                 |
| 5  | Rotllan contra Ganelon          | Cançó de Rotllan                                                                                         |
| 6  | El cavaller es posa en marxa    | Ivany de Chrétien de Troyes                                                                              |
| 7  | Adam i Eva                      | El Misteri medieval d'Adam; Bernat de Claravall; Francesc d'Assís                                        |
| 8  | Farinata i Cavalcante           | Infern (La Divina Comèdia), La Divina Comèdia de Dante Alighieri                                         |
| 9  | Frate Alberto                   | Decameró de Giovanni Boccaccio                                                                           |
| 10 | Madame Du Chastel               | Le Réconfort de Madame du Fresne d'Antoine de la Sale                                                    |
| 11 | El món a la boca de Pantagruel  | Gargantua i Pantagruel de François Rabelais                                                              |
| 12 | La condició humana              | Assaigs de Michel de Montaigne                                                                           |
| 13 | El Príncep Cansat               | Henry IV, Parts Enric IV, part 1 and 2 de William Shakespeare                                            |
| 14 | La Dulcinea encantada           | El Quixot de Miguel de Cervantes Saavedra                                                                |
| 15 | El fals devot                   | Tartuf, o l'impostor de Molière                                                                          |
| 16 | El sopar interromput            | Manon Lescaut d'Antoine François Prévost; Càndid o l'optimisme de Voltaire; Mémoires de Louis de Rouvroy |
| 17 | Miller el músic                 | Luise Miller de Friedrich von Schiller                                                                   |
| 18 | A l'Hôtel de la Mole            | El roig i el negre de Stendhal i Madame Bovary de Gustave Flaubert                                       |
| 19 | Germinie Lacerteux              | Germinie Lacerteux d'Edmond i Jules de Goncourt i Germinal d'Émile Zola                                  |
| 20 | La mitja de color marró         | Al far de Virginia Woolf i A la recerca del temps perdut de Marcel Proust                                |

## Posició i valoració de la retòrica
Per a sorpresa del seu col·lega Ernst Curtius, l'obra d'Auerbach està marcada per una posició obertament antiretòrica. Auerbach critica els escriptors clàssics com Homer, Tàcit i Petroni, així com els teòlegs medievals (excepte Sant Agustí) i els escriptors del segle XVII, com Racine, per la seva adhesió a la doctrina retòrica dels "estils" amb els seus corresponents temes: l'associació de l'estil baix amb el còmic i les classes populars, i l'associació de l'estil elevat amb el tràgic, l'històric i l'heroic. Auerbach entén que la Bíblia s'oposa a aquesta doctrina retòrica en les seves representacions serioses i commovedores de la gent comuna i la seva trobada amb el diví. Com assenyala Auerbach al capítol 2 quan parla del Nou Testament:
Però l'esperit de la retòrica, un esperit que classificava els subjectes en gèneres i dotava a cada subjecte d'una forma específica d'estil com una peça de roba que esdevenia en virtut de la seva naturalesa [és a dir, les classes baixes amb l'estil farsa, les classes altes amb el tràgic, l'històric i el sublim d'estil elevat] — no podien estendre el seu domini a ells [els escriptors de la Bíblia] per la senzilla raó que el seu tema no encaixaria en cap dels gèneres coneguts. Una escena com la negació de Pere no encaixa en cap gènere antic. És massa seriosa per a la comèdia, massa contemporània i quotidiana per a la tragèdia, políticament massa insignificant per a la història, i la forma que se li va donar és d'una immediatesa tal que no existeix en la literatura de l'antiguitat.
La Bíblia serà en última instància responsable de l'estil mixt de la retòrica cristiana, un estil que Auerbach descriu al capítol 7 com la "fusió antitètica" o "mescla" de l'estil alt i baix. El model és l'Encarnació de Crist tant com a  sublimitas com humilitas. Aquesta barreja condueix finalment a un "realisme popular" vist en les obres religioses i els sermons del segle XII.
Auerbach també parla del desenvolupament d'un estil intermedi o mitjà a causa de les influències medievals de la Bíblia i l'amor cortès (per exemple, als capítols 9 i 15 sobre Boccaccio i Molière). Aquest desenvolupament d'un "estil mixt" intermedi i, finalment, d'un altre (Shakespeare, Hugo) condueix al que Auerbach anomena el "realisme modern" del segle XIX (per exemple, al capítol 18 sobre Flaubert).
Auerbach trenca una llança a favor d'escriptors com Gregori de Tours i Sant Francesc d'Assís, el llatí dels quals era pobre i l'educació retòrica era mínima, però que encara eren capaços de transmetre expressió i sentiment vius. També defensa el diarista Saint-Simon que va escriure sobre la cort francesa de finals del segle xvii i principis del XVIII. Completament lliures de les restriccions d'estil absolutes que es troben a Racine o de l'ús superficial de la realitat que es troben a Prévost o Voltaire, els retrats de Saint-Simon de la vida de cort són considerats per Auerbach, una mica sorprenentment, com els precursors de Proust (un admirador de Saint-Simon) i Zola.

## Recepció crítica
Mimesi és una obra extensa i àmplia en les seves ambicions. Ha estat elogiada pels seus comentaris sobre les obres particulars que aborda i per la manera com l'autor es delecta amb les complexitats de cada obra i època sense recórrer a generalitats reducciinistes. Al mateix temps, se l'ha criticat per la seva manca d'un únic tema o reivindicació general. Per aquest motiu, els capítols individuals del llibre sovint es llegeixen de manera independent.
Auerbach resumeix la seva comparació dels textos de la següent manera:
Els dos estils, en la seva oposició, representen tipus bàsics: d'una banda [L'Odissea ] descripció totalment exterioritzada, il·lustració uniforme, connexió ininterrompuda, expressió lliure, tots els esdeveniments en primer pla, mostrant significats inconfusibles, pocs elements del desenvolupament històric. i de perspectiva psicològica; d'altra banda [a l'Antic Testament], determinades parts posades en alt relleu, altres deixades obscures, brusquedat, influència suggerent de l'inexpressat, qualitat "de fons", multiplicitat de significats i necessitat d'interpretació, reivindicacions històriques universals, desenvolupament del concepte de l'esdevenir històric, i la preocupació per la problemàtica.
Auerbach conclou argumentant que el "desenvolupament total" d'aquests dos estils, la tradició retòrica amb les seves limitacions per representar la realitat i la tradició bíblica o "realista" amb el seu compromís amb l'experiència quotidiana, va exercir una "influència determinant sobre la representació de la realitat en literatura europea".
El capítol que es reimprimeix amb més freqüència és el capítol 1, "La cicatriu d'Odisseu", en què Auerbach compara l'escena del llibre 19 de l'Odissea d'Homer, quan Odisseu finalment torna a casa després de les seves dues dècades de guerra i viatge, amb el Gènesi 22. la història del sacrifici d'Isaac. Destacant la senzillesa retòricament determinada dels personatges de l'Odissea (el que ell anomena "extern") enfront del que considera la profunditat psicològica de les figures de l'Antic Testament, Auerbach suggereix que l'Antic Testament dóna una impressió més poderosa i històrica que la Odissea, que classifica com més propera a la "llegenda" en què tots els detalls s'expliquen d'una manera pausada i totes les accions es produeixen en un present simple, de fet, fins i tot els flashbacks es narren en temps present. És en el context d'aquesta comparació entre el bíblic i l'homèric que Auerbach treu la seva famosa conclusió que la pretensió de la veritat de la Bíblia és "tirànica", ja que:
El que ell [l'escriptor de l'Antic Testament] va produir llavors, no estava orientat principalment cap al "realisme" (si va aconseguir ser realista, era només un mitjà, no un fi): estava orientat a la veritat.
Quan Auerbach tracta l'obra de Flaubert, tanca el cercle. Com els escriptors bíblics la fe dels quals en l'anomenada veritat de Déu "tirànica" produeix una autèntica expressió de la realitat, la "fe en la veritat del llenguatge" de Flaubert (cap. 18) representa "tota una experiència humana".

## Per saber-ne més
- "The Book of Books: Erich Auerbach and the making of Mimesis ", d' Arthur Krystal a The New Yorker (9 de desembre de 2013)